# Enoplognatha lordosa
Enoplognatha lordosa là một loài nhện trong họ Theridiidae.
Loài này thuộc chi Enoplognatha. Enoplognatha lordosa được miêu tả năm 1992 bởi Zhu & Da-xiang Song.